# Ordem de São Januário
A Ilustre Real Ordem de São Januário foi uma ordem de cavalaria do extinto Reino das Duas Sicílias.
Foi a última grande ordem dinástica de colar de cavaleiro a ser estabelecida a partir da fratria, com a limitação de admissão somente aos católicos e com dependência direta da dinastia de Bourbon-Duas Sicílias.

## História
O fundador da ordem, Carlos VII de Nápoles, que governou de 1734 a 1759, foi o primeiro monarca desde 1502, regente deste reino, a residir permanentemente. Como um jovem rei, Carlos foi muito influenciado por seu pai, o rei Filipe V de Espanha, que provou ser capaz, mas errado politicamente, não ajudando a trazer a paz entre os dois reinos, mas simplesmente restaurando a influência espanhola na Itália.
A fundação da ordem foi um processo que durou vários anos, e que o casamento entre o jovem rei e da princesa Maria Amália da Saxônia, tornou-se a ocasião perfeita para inaugurá-la. O estatuto e a fundação da ordem foram feitas em 3 de julho de 1738 e as primeiras entregas das medalhas foram feitas depois de apenas três dias.
Os estatutos preveem que os sessenta membros eram nobres católicos, (embora em tempos mais recentes, também foram autorizados nobres não católicos, mas em casos excepcionais, e a ordem veio para ultrapassar os sessenta membros várias vezes).